# Antun Sa'ada

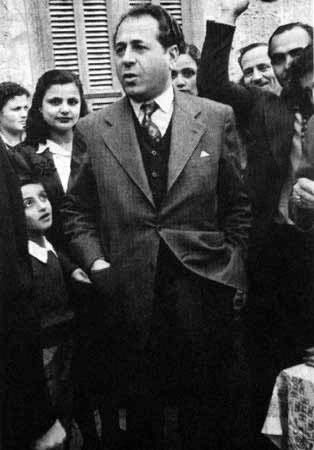
Antun Sa'ada

Antun Sa‘ada (arabisch أنطون سعادة Antūn Saʿāda, DMG Anṭūn Saʿāda, französisch Antoun Saadé, Nachname manchmal auch Saadeh, Saada oder Sa'adah; * 1. März 1904 in Dhour El Choueir, Libanon; † 8. Juli 1949 in Beirut, Libanon) war ein libanesischer Journalist, Schriftsteller, politischer Aktivist und Begründer der Syrischen Sozialen Nationalistischen Partei.

## Leben
Antun Sa‘ada stammte aus einer griechisch-orthodoxen Familie. In seiner frühen Kindheit lebte er in Ägypten, wo er das katholische Kolleg der Schulbrüder (Collège-des-Frères) in Kairo besuchte. Nach dem Tod seiner Mutter kehrte er in den Libanon zurück und setzte sein Studium an der Schule von Brummana fort. 1919 emigrierte er mit seinen Geschwistern und seinem Onkel in die USA und später nach Brasilien, wo sein Vater Chalil Sa’ada, der ebenfalls Journalist war, Arbeit fand.
Er lernte in Brasilien Portugiesisch, Deutsch und Russisch und vertiefte sein Wissen über die Philosophie, Geschichte, Soziologie und Politik. Dann beteiligte er sich mit seinem Vater an der Herausgabe der arabischsprachigen Zeitungen Al-Djarida und Al-Madjalla.
Seine ersten Artikel erschienen, als er 18 Jahre alt war. Er veröffentlichte zwischen 1922 und 1923 mehrere Aufsätze, in denen er die Beendigung der französischen Kolonisation und die Unabhängigkeit Syriens forderte. Er kritisierte das Programm des Zionismus und seine Gefahr für die syrische Nation. Er griff die Balfourdeklaration von November 1917 an, in der der damalige britische Außenminister Balfour die Unterstützung Großbritanniens für die Errichtung einer nationalen Heimstätte der Juden in Palästina zusagte, sowie das Sykes-Picot-Abkommen, welches die Teilung des historischen Syrien zwischen Frankreich und Großbritannien vorsah.
1925 versuchte er eine Partei mit dem Namen  „Jugendliche Freiheitskämpfer Syriens“ (الشبيبة الفدائية السورية) in Brasilien zu gründen, blieb aber erfolglos. 1927 gründete er dann die „Partei der Freien Syrer“ (حزب السوريّين الأحرار), die jedoch nur drei Jahre existierte.
Ab 1928 unterrichtete er an einigen syrischen Instituten in São Paulo. In dieser Zeit schrieb er seinen Roman Fādschiʿat hubb (فاجعة حب ‚Liebestragödie‘), und 1931 veröffentlichte er seinen zweiten, nach dem Kloster Unserer Lieben Frau von Saidnaya benannten Roman Sayyidat Saydnāyā (سيّدة صيدنايا).
Er kehrte 1930 in den Libanon zurück und begann ab 1931, an der Amerikanischen Universität Beirut (AUB) Deutsch zu unterrichten. An der AUB gründete er 1932 mit fünf Studenten die „Syrische Soziale Nationalistische Partei“ (الحزب السوريّ القوميّ الاجتماعيّ). Die Partei arbeitete und verbreitete sich im Geheimen unter den Studenten und den Intellektuellen. 1936 nahm die französische Mandatsbehörde Sa’ada fest. Er wurde zu sechs Monaten Gefängnis verurteilt aufgrund seiner Untergrundtätigkeiten und Plänen, die Regierung zu stürzen. Im Gefängnis schrieb er sein Buch Nuschūʾ al-Umam (نشوء الأمم ‚Die Entstehung der Nationen‘), dessen erste Auflage 1938 erschien.
Am 12. Mai 1936 verließ er das Gefängnis, aber die Mandatsbehörde inhaftierte ihn danach zweimal. Er gründete die Zeitung an-Nahda (النهضة ‚Renaissance, Wiedergeburt‘) im Jahre 1937 und benutzte sie als Forum, um seine Ideologie publik zu machen. Seine Kritiken am maronitischen Patriarchen und den konfessionellen Parteien im Libanon und Damaskus erregten große Aufmerksamkeit. 1938 unternahm Sa’ada eine Rundreise nach Jordanien, Palästina, Britisch-Zypern, Deutschland und Brasilien, um die Büros seiner Partei im Ausland zu besuchen. Er verließ Brasilien und reiste nach Argentinien und blieb dort bis 1947. Im Jahre 1947 kehrte er schließlich in den Libanon zurück. Nach mehreren Auseinandersetzungen mit der libanesischen Regierung erklärte er seine Revolution am 4. Juli 1949 gegen die Regierung und begab sich nach Damaskus, um Unterstützung vom syrischen Präsident Husni az-Za'im zu bitten. Az-Za’im lieferte ihn jedoch am 6. Juli an die libanesische Regierung aus, die ihn innerhalb 24 Stunden zum Tode verurteilte. Er wurde am 8. Juli 1949 hingerichtet. Seine Witwe Juliet al-Mir wurde verhaftet, nachdem ein SSNP-Anhänger 1955 Adnan al-Malki, den stellvertretenden Generalstabschef der syrischen Armee, ermordet hatte, und erst nach der Machtergreifung der Baath-Partei 1963 wieder freigelassen.

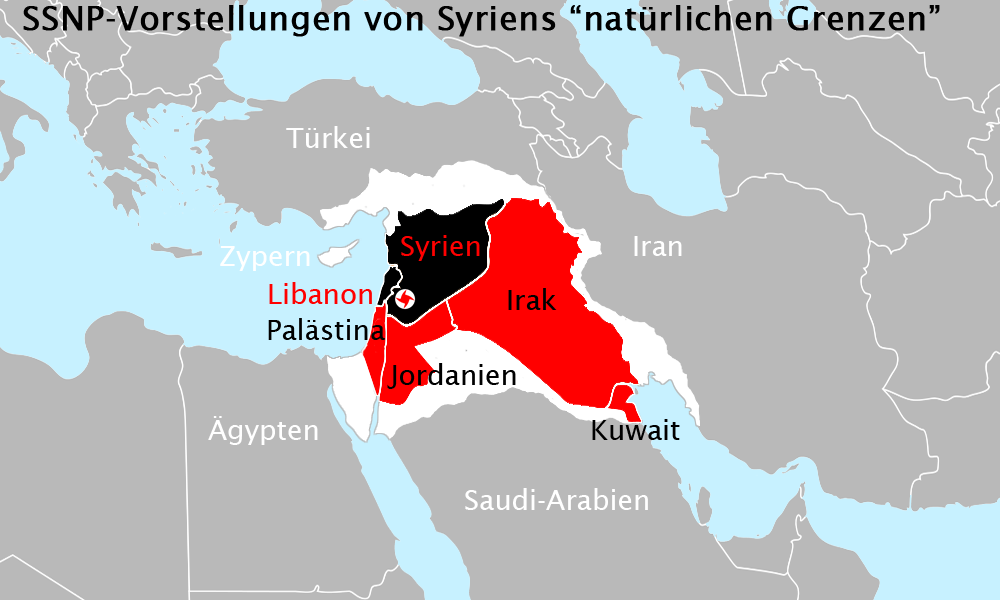
Sa‘adas Vorstellung vom „natürlichen Syrien“

Die Kernpunkte seines politischen Programms waren die Trennung von Staat und Religion und die „Wiedervereinigung“ eines Großsyriens, das er „natürliches Syrien“ nannte und mit dem Fruchtbaren Halbmond gleichsetzte. Dieses sollte vom Taurus- und Zagros-Gebirge im Nordwesten bzw. Nordosten zum Suezkanal und Roten Meer im Südwesten und dem Persischen Golf im Südosten reichen. Nach heutigen Grenzen sollte es also nicht nur Libanon und Syrien, sondern auch Irak, Israel/Palästina, Jordanien, Kuwait und Zypern sowie Teile Ägyptens (Sinai-Halbinsel), der Türkei und Irans umfassen. Er war ein Gegner des (pan-)arabischen Nationalismus und Islamismus. Für Sa‘ada gab es vier arabische Nationen: Groß-Syrien, Ägypten (einschließlich Sudan), Maghreb und die Arabische Halbinsel. Er argumentierte ferner, dass sich Syrien historisch, kulturell und geographisch von der restlichen arabischen Welt unterscheide. Er betrachtete die syrische Nation als eine kreative Mischung von kulturellen Völkern seit der Zeit der Sumerer, Kanaaniter, Phönizier bis hin zu den Arabern. Seine Argumentation fand einen fruchtbaren Boden unter den Intellektuellen und förderte die reformatorischen, kulturellen und literarischen Bewegungen wie den Phönizianismus.

## Literarische Werke
- Nushūʾ al-Umam (نشوء الأمم ‚Die Entstehung der Nationen‘), 1938
- Al-Islām fī risālataihi l-masīhiyya wa-l-muhammadiyya (الإسلام في رسالتيه المسيحية  والمحمدية ‚Der Islam in seinen beiden Missionen: Christentum und Mohammedan‘), Beirut, 1958
- As-Sirāʿ al- fikrī fī l-adab as-sūrī (الصراع الفكري في الأدب السوري ‚Der intellektuelle Konflikt in der syrischen Literatur‘), Beirut 1955.
- Fādschiʿat hubb (فاجعة حب ‚Liebestragödie‘), 1928
- Sayyidat Saydnāyā (سيّدة صيدنايا ‚Unsere Frau Saydnaya‘), Roman, 1931

## Primärquellen
- Antun Sa’adah: Al-Muhādarat al-ʿaschr (المحاضرات العشر ‚Die zehn Vorlesungen‘), AUB, Beirut 1950
- Al-Islām fī risālataihi l-masīhiyya wa-l-muhammadiyya (الإسلام في رسالتيه المسيحية  والمحمدية ‚Der Islam in seinen beiden Missionen: Christentum und Islam‘), Beirut 1958
- Trennung von Staat und Religion: Voraussetzung für die Einheit der Nation. arab. Beirut 1972, deutsch in Andreas Meier (Hrsg.): Der politische Auftrag des Islam. Programme und Kritik zwischen Fundamentalismus und Reformen. Originalstimmen aus der islamischen Welt. Peter Hammer Verlag, Wuppertal 1994, ISBN 3-87294-616-1 S. 144–151 (mit Einl. des Hrsg.)